# سيريل سولينيه
سيريل سولينيه (بالفرنسية: Cyril Saulnier)‏ مواليد 16 أغسطس 1975 في تولون، هو لاعب كرة مضرب فرنسي سابق بدأ مسيرته كمحترف سنة 1996 وكان يلعب باليد اليمنى، اعتزل اللعب في 2007. أعلى تصنيف له في الفردي كان المركز الـ 48 في سنة 2005.

## روابط خارجية
- سيريل سولينيه على موقع رابطة محترفي التنس (الإنجليزية)
- سيريل سولينيه على موقع الاتحاد الدولي لكرة المضرب (الإنجليزية)
- سيريل سولينيه على موقع خلاصة التنس.كوم (الإنجليزية)
- سيريل سولينيه على موقع إي إس بي إن.كوم (الإنجليزية)